# 田村吉永
田村 吉永（たむら よしなが、1893年2月7日 - 1977年8月17日）は、日本史学者。
奈良県吉野郡白銀村（現・五條市）生まれ。奈良師範学校卒。奈良県で中学校教員など。1923年大和史学会、1931年大和国史会を創設。1934年雑誌『大和志』を発刊する。1935年近畿日本鉄道史料編纂室勤務、44年嘱託。1960年「大和条里制と条坊制の研究」で関西大学文学博士。1964年梅光女学院短期大学講師、同教授。1967年梅光女学院大学文学部教授。74年退任。号は節嶺。

## 著書
- 『天誅組の研究』中川書店 1920
- 『栄山寺』河原書店 近畿古文化選書 1948
- 『飛鳥京藤原京考証』綜芸舎 1965

## 注
1. ↑  20世紀日本人名事典
2. ↑  日本人名大辞典